# سانت‌آنجلو لیموسانو
سانت‌آنجلو لیموسانو (به ایتالیایی: Sant'Angelo Limosano) یک کومونه در ایتالیا است که در استان کامپوباسو واقع شده‌است. سانت‌آنجلو لیموسانو ۱۶٫۸ کیلومتر مربع مساحت و ۳۸۰ نفر جمعیت دارد و ۹۰۰ متر بالاتر از سطح دریا واقع شده‌است.